# U-556
U-556 – niemiecki okręt podwodny typu VIIC z okresu II wojny światowej.  Okręt wypierał 769 ton w położeniu nawodnym i 871 ton pod wodą, a jego główną bronią było 14 torped kalibru 533 mm wystrzeliwanych z pięciu wewnętrznych wyrzutni. Jednostka rozwijała na powierzchni prędkość ponad 17 węzłów, osiągając zasięg 8500 Mm przy prędkości 10 węzłów.
Zwodowany 7 grudnia 1940 roku w stoczni Blohm & Voss w Hamburgu, został wcielony do służby w Kriegsmarine 6 lutego 1941 roku. W czasie służby operacyjnej w składzie 1. Flotylli U-Bootów okręt odbył dwa patrole bojowe, podczas których zatopił sześć statków o łącznej pojemności 29 552 BRT oraz uszkodził statek o pojemności 4986 BRT. U-556 został zatopiony bombami głębinowymi 27 czerwca 1941 roku na południowy zachód od Islandii przez brytyjskie korwety HMS „Nasturtium”, HMS „Celandine” i HMS „Gladiolus”.

## Projekt i budowa
Jednostki typu VIIC były kolejnym ewolucyjnym ulepszeniem najliczniej budowanych w Niemczech okrętów typu VII. Poprzednik – typ VIIB – miał zbyt mały zasięg i za mało miejsca pod pokładem, by móc zainstalować sonar. Opracowany w 1938 roku projekt nowego okrętu różnił się od poprzedniej wersji m.in. zwiększoną grubością blach kadłuba sztywnego (z 16 do 18,5 mm, co zwiększyło maksymalną głębokość zanurzenia z 200 metrów do 250–280 metrów), przedłużeniem kadłuba o 60 cm i kiosku o 30 cm oraz powiększeniem zbiorników paliwa o 5,4 m³, co poprawiło zasięg. Powiększone rozmiary pozwoliły na instalację aktywnego sonaru S-Gerät, uzupełniając pasywny Gruppenhorchgerät (GHG). Do zakończenia wojny do służby weszło 568 okrętów typu VIIC .
U-556 zamówiono 25 września 1939 roku . Został zbudowany w stoczni Blohm & Voss w Hamburgu jako jeden z 171 okrętów typu VIIC zamówionych w tej wytwórni . U-556 otrzymał numer stoczniowy 532 (Werk 532)  . Stępkę okrętu położono 2 stycznia 1940 roku, a zwodowany został 7 grudnia 1940 roku .

## Dane taktyczno-techniczne
U-556 był średniej wielkości okrętem podwodnym o konstrukcji dwukadłubowej. Długość całkowita wynosiła 67,1 metra, szerokość 6,2 metra i zanurzenie 4,74 metra . Wysokość (od stępki do szczytu kiosku) wynosiła 9,6 metra . Wykonany ze stali pancernej CM 351 o grubości 18,5 mm kadłub sztywny miał 50,5 metra długości i 4,7 metra szerokości. Podzielony był grodziami na sześć przedziałów wodoszczelnych: (od dziobu): I – przedział torpedowy ze sterami głębokości oraz GHG, II – przedział akumulatorów wraz z pomieszczeniami załogi, magazynem amunicji i toaletą, III – centrala z pomieszczeniem wielofunkcyjnym (mieszczącym drugą baterię akumulatorów, pomieszczenia załogi i kambuz), IV – przedział silników spalinowych, V – przedział silników elektrycznych, VI – rufowy przedział torpedowy ze sterami kierunku i głębokości. Kadłub ciśnieniowy otoczony był kadłubem lekkim wykonanym z blach o grubości 4–8 mm. Wyporność w położeniu nawodnym wynosiła 769 ton, a w zanurzeniu 871 ton.
Okręt napędzany był na powierzchni przez dwa 6-cylindrowe, czterosuwowe silniki wysokoprężne Krupp-Germaniawerft F46 z doładowaniem o łącznej mocy 3200 KM przy 470-490 obr./min, a pod wodą poruszał się dzięki dwóm silnikom elektrycznym prądu stałego BBC GG UB720/8 o łącznej mocy 750 KM przy 295 obr./min . Dwa wały napędowe obracały dwie śruby, zapewniając maksymalną prędkość 17–17,6 węzła na powierzchni i 7,6 węzła w zanurzeniu . Zasięg wynosił 8500 Mm przy prędkości 10 węzłów w położeniu nawodnym (3250 Mm przy prędkości maksymalnej) oraz 80 Mm przy prędkości 4 węzłów pod wodą (130 Mm przy 2 węzłach). Zbiorniki mieściły 113,47 tony paliwa, a energia elektryczna magazynowana była w dwóch bateriach akumulatorów AFA 33 MAL 800 E po 62 ogniwa o łącznej pojemności 9160 Ah, masie 62 tony i czasie rozładowania 20 godzin. Dopuszczalna głębokość zanurzenia wynosiła 100 metrów, a głębokość zgniecenia 250–280 metrów .
Okręt wyposażony był w pięć wyrzutni torped kalibru 533 mm (cztery na dziobie i jedną rufową), z łącznym zapasem 14 torped (wymiennie okręt mógł przenosić 26 min typu TMA lub 39 min typu TMB). Uzbrojenie artyleryjskie stanowiło umieszczone przed kioskiem działo pokładowe kalibru 88 mm SK C/35 L/45, z zapasem amunicji wynoszącym 220–250 naboi oraz pojedyncze działko przeciwlotnicze kalibru 20 mm C/38 L/65 . Jednostka wyposażona też była w pasywny sonar GHG i aktywny S-Gerät, a do obserwacji służyły dwa peryskopy Zeissa: bojowy i nocny .
Załoga okrętu składała się z czterech oficerów oraz 40 podoficerów i marynarzy.

## Służba
U-556 został wcielony do służby w Kriegsmarine 6 lutego 1941 roku . Dowództwo okrętu objął kpt. mar. (niem. Kapitänleutnant) Herbert Wohlfarth, dowodzący uprzednio U-14 i U-137 . U-Boot otrzymał numer poczty polowej M 36 839. Do 1 kwietnia 1941 roku załoga jednostki przechodziła szkolenie w składzie 1. Flotylli U-Bootów, operując z Kilonii .

### Pierwszy rejs bojowy
1 kwietnia 1941 roku U-556 osiągnął gotowość bojową, pozostając nadal w składzie 1. Flotylli U-Bootów . 1 maja okręt wyszedł z Kilonii, udając się na swój pierwszy wojenny patrol . 6 maja w pobliżu Wysp Owczych U-Boot zatopił ogniem artyleryjskim zbudowany w 1931 roku farerski trawler „Emanuel” o pojemności 166 BRT, płynący z ładunkiem ryb z Islandii do Wielkiej Brytanii (na pozycji 62°06′N 8°10′W/62,100000 -8,166667, na pokładzie śmierć poniosły trzy z liczącej osiem osób załogi) . W dniach 10–20 maja okręt wchodził w skład wilczego stada „West” . 10 maja na południowy wschód od Grenlandii U-556 wziął udział w ataku stada na konwój OB-318, zatapiając dwa i uszkadzając jeden aliancki statek . O godzinie 04:42 okręt wystrzelił torpedy w kierunku dwóch statków, trafiając na pozycji 59°23′N 35°25′W/59,383333 -35,416667 zbudowany w 1938 roku brytyjski parowiec „Aelybryn” o pojemności 4986 BRT, przewożący 7935 ton drobnicy . Statek został uszkodzony i odholowany do Reykjavíku przez brytyjską korwetę HMS „Hollyhock” (K64), a w wyniku ataku zginęła jedna osoba . O 07:52 U-Boot storpedował zbudowany w 1919 roku brytyjski parowiec „Empire Caribou” (4861 BRT), przewożący 2020 ton kredy . Statek zatonął na pozycji 59°28′N 35°44′W/59,466667 -35,733333, a w wyniku ataku zginęło 34 z liczącej 45 osób załogi (pozostałych uratował niszczyciel HMS „Malcolm” (D19)) . O godzinie 20:37 U-556 wystrzelił torpedę G7e w kierunku zbudowanego w 1919 roku belgijskiego parowca „Gand” o pojemności 5086 BRT, płynącego pod balastem, trafiając w prawą burtę przed mostkiem . Po opuszczeniu statku przez załogę o godzinie 21:20 U-Boot wypłynął na powierzchnię i rozpoczął ostrzał statku, aż ten zatonął około 40 minut później na pozycji 57°54′N 37°34′W/57,900000 -37,566667 (na pokładzie zginęła jedna osoba, a kilka zostało rannych; 43 rozbitków zostało podjętych później przez niszczyciel HMS „Burwell” (H94)) .
20 maja lista wojennych osiągnięć U-Boota powiększyła się o płynące w konwoju HX-126 trzy brytyjskie statki, zatopione torpedami wystrzelonymi o 14:48, 14:50 i 15:16 . Na pozycji 57°28′N 41°07′W/57,466667 -41,116667 ze stratą 28 członków załogi zatonął zbudowany w 1936 roku motorowiec „Darlington Court” o pojemności 4974 BRT, przewożący ładunek pszenicy i samoloty o masie 8116 ton oraz pochodzący z 1919 roku parowiec „Cockaponset” o pojemności 5995 BRT, transportujący 2719 ton stali, 1924 tony sadzy, 250 ton trotylu, 1162 tony drobnicy i ciężarówki o masie 223 ton (uratowano całą załogę liczącą 41 osób)  . Trzecią ofiarą został zbudowany w 1937 roku motorowy zbiornikowiec „British Security” o pojemności 8470 BRT, przewożący 11 200 ton benzyny i nafty, który zatonął po trwającym trzy dni pożarze na pozycji 57°14′N 39°23′W/57,233333 -39,383333 (zginęła cała, licząca 53 osoby załoga statku) .
Powracając do bazy U-556 otrzymał 24 maja rozkaz dołączenia do grupy U-Bootów tworzących w Zatoce Biskajskiej zasadzkę na brytyjskie okręty uczestniczące w operacji przeciw pancernikowi „Bismarck”. 26 maja o godzinie 20:00 U-Boot natknął się na krążownik liniowy HMS „Renown” i lotniskowiec HMS „Ark Royal”, jednak nie mógł ich zaatakować z powodu wystrzelenia wszystkich torped i jedynie wysłał meldunek o kontakcie; w nocy zbliżył się do „Bismarcka” na odległość umożliwiającą kontakt wzrokowy . Rankiem 27 maja okręt otrzymał rozkaz przejęcia dziennika pokładowego pancernika, jednak z powodu braku paliwa U-556 nie zdołał go wykonać . U-Boot dotarł do Lorient 30 maja, po 30 dniach pobytu w morzu .

### Drugi rejs bojowy i utrata okrętu
19 czerwca U-Boot wyszedł z Lorient na swój drugi patrol na Atlantyku . 27 czerwca na południowy zachód od Islandii szykujący się do ataku na konwój HX-133 U-556 został wykryty za pomocą ASDIC-a przez brytyjską korwetę HMS „Nasturtium” (K107), która zrzuciła w miejscu kontaktu 20 bomb głębinowych. Na miejsce przypłynęły kolejne korwety HMS „Celandine” (K75) i HMS „Gladiolus” (K34), zrzucając odpowiednio 20 i 10 bomb. U-Boot doznał poważnych uszkodzeń i wynurzył się alarmowo, dostając się pod ogień dział kalibru 102 mm fregat, a jego dowódca wydał rozkaz opuszczenia okrętu, który zatonął na pozycji 60°24′N 29°00′W/60,400000 -29,000000 . Z liczącej w tym rejsie 46 osób załogi U-Boota zginęło pięciu marynarzy, a 41 zostało uratowanych .

### Podsumowanie działalności bojowej
U-556 odbył dwa patrole bojowe, spędzając w morzu 39 dni . W ich trakcie zatopił sześć statków o łącznej pojemności 29 552 BRT oraz uszkodził statek o pojemności 4986 BRT . Na pokładach zatopionych i uszkodzonych jednostek zginęło co najmniej 120 osób, w tym 53 na brytyjskim zbiornikowcu „British Security”  . Pełne zestawienie strat przedstawia poniższa tabela :
| Data         | Nazwa              | Państwo         | Tonaż       | Los jednostki |
| ------------ | ------------------ | --------------- | ----------- | ------------- |
| 6 maja 1941  | „Emanuel”          | Wyspy Owcze     | 166         | zatopiony     |
| 10 maja 1941 | „Aelybryn”         | Wielka Brytania | 4986        | uszkodzony    |
| 10 maja 1941 | „Empire Caribou”   | Wielka Brytania | 4861        | zatopiony     |
| 10 maja 1941 | „Gand”             | Belgia          | 5086        | zatopiony     |
| 20 maja 1941 | „Darlington Court” | Wielka Brytania | 4974        | zatopiony     |
| 20 maja 1941 | „Cockaponset”      | Wielka Brytania | 5995        | zatopiony     |
| 20 maja 1941 | „British Security” | Wielka Brytania | 8470        | zatopiony     |
| RAZEM        | RAZEM              | zatopione:      | zatopione:  | 6             |
| RAZEM        | RAZEM              | uszkodzone:     | uszkodzone: | 1             |